# Rhinolophus acuminatus
Rhinolophus acuminatus es una especie de murciélago de la familia Rhinolophidae.

## Subespecies
Se reconocen las siguientes:
- R.a.acuminatus: Myanmar sudoriental, Tailandia central y meridional, Laos meridional, Camboya, Vietnam central y meridional, Península de Malaca, Java, islas Filipinas: Balábac, Busuanga, Palawan;
- R.a.audax (Andersen, 1905): Bali, Lombok;
- R.a.calypso (Andersen, 1905): Enggano;
- R.a.circe (Andersen, 1906): Nias;
- R.a.sumatranus (Andersen, 1905): Sumatra, Borneo e isla de Banggi.

## Distribución geográfica
Se encuentra en Brunéi, Camboya, Indonesia, Laos, Malasia, Filipinas y Tailandia.